# Bolton Equities Black Spoke
Bolton Equities Black Spoke (UCI kód: BEB) byl novozélandský cyklistický UCI ProTeam, jenž vznikl v roce 2020. Generálním manažerem týmu byl bývalý profesionální cyklista Scott Guyton.

## Historie
Tým byl založen v roce 2020 se zapojením bývalého australského profesionála Davida McKenzieho a trenéra Marca Pruttona. Hlavním sponzorem týmu se stal podnikatel Murray Bolton. Dalšími sponzory a dodavateli vybavení se staly společnosti Pinarello, Shimano, Lazer, Giordana, Cycling New Zealand, Armstrong Motor Group a další. V roce 2022 se Boltonova společnost Bolton Equities stala titulárním sponzorem týmu. V tom samém roce pak tým zažádal o UCI ProTeam licenci pro rok 2023, což by pro tým znamenala možnost získat divoké karty na závody v rámci UCI World Tour. V prosinci 2022 UCI oznámila, že udělila týmu Bolton Equities Black Spoke Pro Cycling UCI ProTeam licenci pro sezónu 2023. V listopadu 2023 tým oznámil, že nebude schopen pokračovat v roce 2024 kvůli nedostatku sponzorů. Potvrdil tak tím svůj zánik.

## Finální soupiska týmu
K 1. lednu 2023
- Ethan Batt (NZL) (* 20. srpna 1998)
- Matthew Bostock (GBR) (* 16. července 1997)
- Josh Burnett (NZL) (* 26. října 2000)
- Ryan Christensen (NZL) (* 12. září 1996)
- Logan Currie (NZL) (* 24. června 2001)
- Mitchel Fitzsimons (NZL) (* 9. ledna 2003)
- James Fouché (NZL) (* 28. března 1998)
- Aaron Gate (NZL) (* 26. listopadu 1990)
- Regan Gough (NZL) (* 6. října 1996)
- George Jackson (NZL) (* 20. února 2000)
- Ollie Jones (NZL) (* 23. dubna 1996)
- Josh Kench (NZL) (* 6. května 2001)
- Luke Mudgway (NZL) (* 12. června 1996)
- James Oram (NZL) (* 17. června 1993)
- Jacob Scott (GBR) (* 14. června 1995)
- Thomas Sexton (NZL) (* 19. listopadu 1998)
- Mark Stewart (GBR) (* 25. srpna 1995)
- Rory Townsend (IRL) (* 30. června 1995)
- Paul Wright (NZL) (* 3. února 1998)

## Vítězství na národních šampionátech
2021
 Novozélandská časovka, Aaron Gate
2022
 Novozélandská časovka, Regan Gough
 Novozélandský silniční závod, James Fouché
2023
 Novozélandská časovka, Aaron Gate
 Novozélandská časovka do 23 let, Logan Currie
 Novozélandský silniční závod, James Oram